# NGC 6857
NGC 6857 је емисиона маглина у сазвежђу Лабуд која се налази на NGC листи објеката дубоког неба.
Деклинација објекта је + 33° 31' 30" а ректасцензија 20h 1m 48,0s. Привидна величина (магнитуда) објекта NGC 6857 износи 12,9 а фотографска магнитуда 11,4. NGC 6857 је још познат и под ознакама PK 70+1.2, Sh2-100, not a PN.